# Saxidomus nuttalli
Saxidomus nuttalli är en musselart som beskrevs av Conrad 1837. Saxidomus nuttalli ingår i släktet Saxidomus och familjen venusmusslor. Inga underarter finns listade i Catalogue of Life.